# مایاچنویه (شهرستان ایکریانینسکی، استان آستراخان)
مایاچنویه (به لاتین: Mayachnoye) یک منطقهٔ مسکونی در روسیه است که در استان آستراخان واقع شده‌است.